# Peter-Nunatak
Der Peter-Nunatak ist ein markanter, kegelförmiger und 2440 m hoher Nunatak im westantarktischen Marie-Byrd-Land. Er ragt 6 km südöstlich des Mount Petras am südlichen Ausläufer der McCuddin Mountains auf.
Der United States Geological Survey kartierte ihn anhand eigener Vermessungen und Luftaufnahmen der United States Navy aus den Jahren von 1959 bis 1965. Das Advisory Committee on Antarctic Names benannte den Nunatak 1974 nach Peter J. Anderson, technischer Redakteur in der Abteilung für Geschichte und Forschung der Unterstützungsheinheiten der US Navy in Antarktika bei der Operation Deep Freeze der Jahre 1971 und 1972.